# Branco Bernardes
Branco Bernardes (Sorocaba, 1965) é um maestro brasileiro.
É Diretor da Escola Municipal de Música de São Paulo, Diretor Artístico e Regente da  Orquestra de Câmara Paulista, além de criador e coordenador da Pós-Graduação em Música do CEAT-Faculdade Lusófona de São Paulo. Foi professor colaborador da Universidade Estadual de Campinas (Unicamp) das disciplinas Prática de Orquestra e Trilha Sonora e da classe de regência da Universidade Federal do Estado do Rio de Janeiro (UniRio) onde também dirigiu a Orquestra Sinfônica UniRio. Na Etec de Artes (Centro Paula Souza), atuou nas mais diversas disciplinas orientando diversos Trabalhos de Conclusão de Curso.
Doutorou-se em Regência de Orquestra sob orientação de Eduardo Ostergreen (Unicamp), instituição onde também obteve seu título de Mestre em Música. Foi discípulo de Maestro Eleazar de Carvalho em seus derradeiros anos. É Bacharel em violino pelo Instituto de Artes da Unesp na classe de Ayrton Pinto.
Branco Bernardes possui vasto repertório que abrange desde obras-primas da música antiga até os mestres do século XX. Obras inéditas e primeiras audições são frequentes em seus programas, tais como o Concerto para violão e orquestra de Luiz Otávio Braga e as óperas Le Devin du Village, de Jean-Jacques Rousseau e Cavalcanti de Ezra Pound. Idealizou o Festival de Inverno de Ilha Solteira, tendo sido seu Diretor Artístico (2001).
À frente da Orquestra de Câmara Paulista, conduz o projeto "Sarau Brazil", álbum que proporcionou a gravação de canções históricas da música clássica brasileira do século XIX, com nomes como Carlos Gomes, Alberto Nepomuceno, Xisto Bahia e outros. Em 2008, gravou álbum Orquestra de Câmara Paulista ao Vivo na Sala São Paulo. Curumim, com obras de Camargo Guarnieri relacionadas ao universo infantil, foi lançado em 2007.
Atuou como conselheiro do Instituto Pensarte – Organização Social responsável pela gestão da Banda Sinfônica do Estado de São Paulo, Orquestra Jazz Sinfônica e Orquestra do Theatro São Pedro e curador do Mapa Cultural Paulista, da Secretaria de Estado da Cultura.
Sua competência como orquestrador, arranjador e compositor lhe propiciou a direção musical do espetáculo Madame Butterfly a partir da concepção cênica de Cleber Papa em 2014.